# Anisodes nigriversa
Anisodes nigriversa là một loài bướm đêm trong họ Geometridae.